# محوطه گونبیلدین
محوطه گونبیلدین مربوط به سده‌های اولیه دوران‌های تاریخی پس از اسلام است و در شهرستان مشگین‌شهر، بخش مرکزی، دهستان دشت، روستای سارخانلو واقع شده و این اثر در تاریخ ۲۸ اسفند ۱۳۸۵ با شمارهٔ ثبت ۱۹۰۱۵ به‌عنوان یکی از آثار ملی ایران به ثبت رسیده است.